# NetEase Music
Netease Cloud Music (chinois simplifié : 网易云音乐 ; chinois traditionnel : 網易雲音樂 ; pinyin : Wǎng Yì Yún Yīn Yuè) est un service de streaming musical freemium développé et détenu par NetEase, Inc. Le service de streaming a été lancé au public le 23 avril 2013.  En avril 2017, elle a reçu son financement de série A de 750 millions de CNY (107 millions de dollars américains), et a été évaluée à huit milliards de CNY (1,14 milliard de dollars américains), ce qui en fait une société licorne. Elle est connue pour être l'un des trois grands concurrents dans le secteur du streaming musical chinois, en concurrence avec QQ Music (en) de Tencent et le service musical Xiami d'Alibaba. 

## Service commercial
Netease Cloud Music fonctionne selon un modèle économique freemium dans lequel les services de base sont gratuits tandis que certaines fonctions améliorées sont disponibles sur abonnement. Comme pour QQ Music, les artistes et les labels peuvent choisir de limiter le contenu aux abonnés payants ou de rendre leurs albums payants sur leur site Web. Parmi les artistes qui ont utilisé cette méthode, citons Taylor Swift et Ariana Grande. Avec ces achats, un utilisateur peut écouter et télécharger les chansons qu'il a achetées sans restriction, quel que soit le statut de son abonnement.

### NetEase Depression Cloud
NetEase Cloud Music, le principal service de streaming musical en Chine avec plus de 800 millions d'utilisateurs, abrite le « NetEase Depression Cloud », qui fait référence aux histoires sentimentales postées pour obtenir des likes dans la section des commentaires des chansons. Le 3 août 2020, NetEase Cloud Music a officiellement lancé une campagne visant à « guérir les commentaires » de la dépression feinte et à apporter un soutien émotionnel aux utilisateurs qui luttent réellement contre des problèmes de santé mentale.
Le phénomène a suscité un nouveau mème surnommé "NetEmo", qui a décollé après que certains utilisateurs se sont moqués des personnes déprimées. « Il est minuit, mode NetEmo activé », peut-on lire dans un mème représentant une horloge et des larmes coulant sur un visage.

### Comptes et abonnement
Netease Cloud Music propose actuellement trois types d'abonnement. Les abonnements ne peuvent être achetés que par un appareil mobile, les paiements pour l'iPhone étant traités via l'App Store d'Apple. 